# William Barton Rogers
William Barton Rogers (Filadelfia, 7 dicembre 1804 – Boston, 30 maggio 1882) è stato un geologo statunitense.

## Biografia
Rogers è conosciuto come il fondatore del Massachusetts Institute of Technology (MIT) nel 1861; l'apertura effettiva del MIT, tuttavia, dovette attendere il 1865, quando ebbe termine la guerra civile americana.
A lui è intitolato il monte Rogers, la vetta più alta della Virginia.